# إشتفينا
إشتفينا بلدة أردنية تقع في لواء قصبة عجلون التابع لمحافظة عجلون شمال الأردن. وهي منطقة سياحية حرجية تكثر بها غابات السنديان و الصنوبر و البلوط تقع شمال شرق قلعة عجلون على بعد(1.5 كم) وتقبع على ارتفاع يصل إلى 1150 متر، وتعرف ببرودتها وبكثرة تساقط الثلوج والأمطار وهذه البلدة غالباً ما تسجل أعلى معدلات التساقط السنوية في المملكة لكونها من أكثر المناطق ارتفاعاً عن مستوى سطح البحر في جبال عجلون الغربية المطلة على الأغوار.
يقطن هذه البلدة ما يقارب ال 1000 نسمة من عشيرة القضاة، منطقة إشتفينا منطقة زراعية تكثر بها زراعة الزيتون وتكثر بها كروم العنب بأنواعة، وبساتين التفاح والتين واللوزيات بأنواعها المختلفة.
ذُكرت في التوراه والانجيل على انها بلد النبي إيليا (الياس) عليه السلام، حيث دلت الحفريات الأثريه في مار الياس على ذلك وتحديدا زمن الملك آحاد وزوجته ازابيلا التي اتخذت من (بعلا)اله لبني إسرائيل وقتلت مائه نبي الامر الذي حبس بسببه المطر عن بني إسرائيل ثلاث سنوات، هاجر حينها النبي الياس إلى وادي (كريت) والذي يعرف اليوم بوادي الريان , في العصر الحديث تم إحياء القرية سنه 1870م بعد خروج عدد من أهالي بلدة عين جنا إلى أراضيهم في اشتفينا وقاموا بإعمارها وإحياءها تدريجياً حتى أصبحت على ما هي عليه الآن